# チョリソ

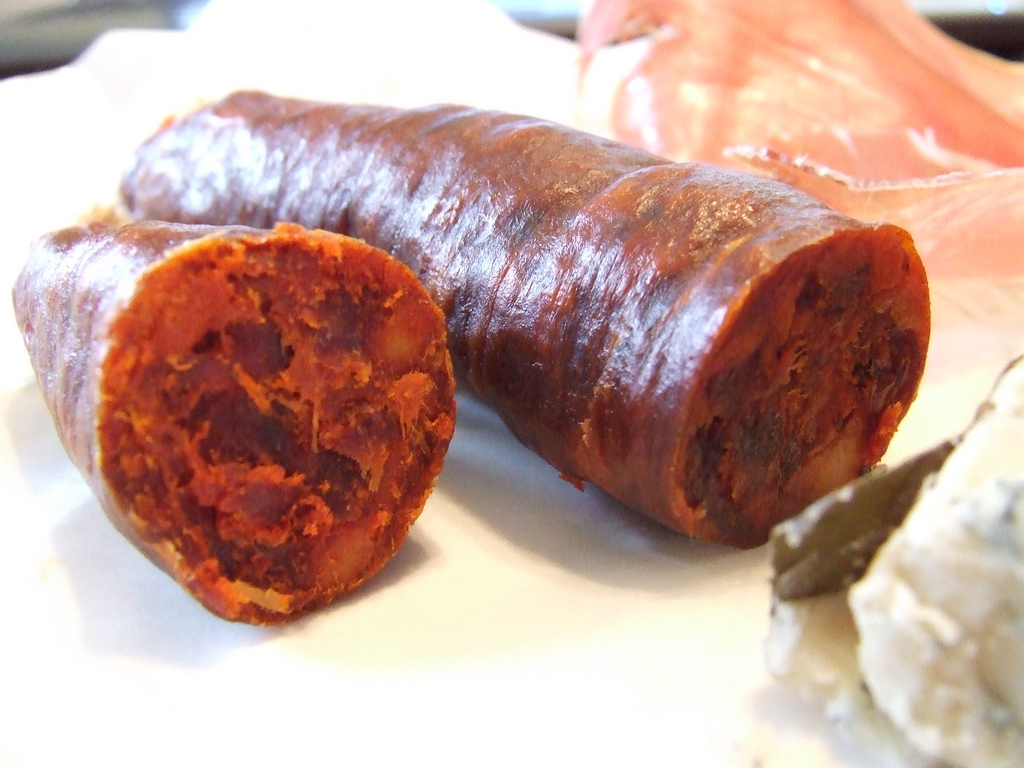
スペイン産のチョリソ

チョリソ（chorizo） は、スペイン・イベリア半島発祥の豚肉の腸詰のソーセージ。日本語ではチョリソー、チョリーゾとも表記され、細かく刻んだ豚肉とスパイスから作られる。ポルトガル語ではchouriço（ショウリース）と呼ばれる。

## 概要
細かく刻んだ豚肉に塩を混ぜ、ニンニクやパプリカなどの香辛料を加えて腸に詰め、干して作る。パプリカをたっぷり使うため、赤い色をしていることが多い。また、辛さに応じてピカンテ（picante）またはドゥルセ（dulce）に分類される。多くの場合は豚肉が用いられるが、ごく一部に牛肉・鶏肉・羊肉で作られたものもある。
スペイン料理を特徴づける食材であり、生のままスライスしてボカディージョ（Bocadillo）の具としてパンにはさんだり、酒などのおつまみ（タパ）にして食べることも多い。具材として用いる際には、腸詰めの形をそのまま使うのではなく、細かく切ったり中身を取り出してほぐして使うこともしばしば行なわれる。豆類のヒヨコマメ（garbanzo）と一緒に煮込んだガルバンサーダ（Garbanzada）やレンズマメとの煮込み料理レンテハス・コン・チョリソ（Lentejas con chorizo）、コシードや、ファバーダ、ポタヘ（Potaje）、モツ煮込み料理のカージョス（特にマドリード風カージョス）などの具材に使用したり、カルド（Caldo）などのスープにも入れられる。また小さいものやチョリソ・クリオージョ（Chorizo criollo）などは焼いたり、また上記のような様々な料理の具材としても用いられる。

## 諸外国
日本現在日本で入手できるチョリソの多くは強い辛みを持つメキシコ風のものが多い（スペイン産のチョリソは唐辛子が入っておらず辛くない）。チョリソの商品名で市販されているソーセージの一部には、本来のチョリソとはまったく異なる、単に辛い味付けのウィンナー・ソーセージもあるため注意が必要である。
ポルトガル隣国のポルトガル料理でもスペイン料理と同様の使用法が認められる。
ラテンアメリカ16世紀にスペインが中南米を征服して以降、このチョリソは中南米にも伝わり根付いた。今ではメキシコ料理などの中南米の食文化にも欠かせないものとなっている。例えば、メキシコではトルティーヤやブリトーにチョリソを挟んで食べることが多い。また、特にトルーカでチョリソ作りが盛んであり、トマティーヨ、コリアンダー、唐辛子、ニンニクを入れた、緑のチョリソが名産である。アルゼンチンでは、チョリソと野菜をパンで挟んだ「チョリパン (choripan)」が国民食となっている。